# Holzberg 22
Das Haus unter der Anschrift Holzberg 22 in Helmstedt ist ein denkmalgeschütztes Wohnhaus am Südrand des Platzes Holzberg. 

## Beschreibung
Das zwischen 1750 und 1800 errichtete zweigeschossige Fachwerkhaus steht auf einem etwa 70 Zentimeter hohen verputzten Sockel und unter einem abgewalmten Sattel. In der Mitte befindet sich ein Zwerchhaus, dessen Giebel geschweift ist. In den beiden Obergeschossen und im Giebel befinden sich putzprofilierte Einfassungen und Verdachungen der Fenster. Die massive Fassade ist mittlerweile verputzt, dass das Fachwerk nicht mehr erkennbar ist. In dem Gebäude befand sich ab 1859 eine Synagoge. Heute wird es Geschäfts- und Wohnhaus genutzt.

## Denkmal
Das Gebäude wird als Denkmal des Landes Niedersachsen geführt. In der Begründung heißt es, dass an der Erhaltung des in der zweiten Hälfte des 18. Jahrhunderts errichteten Wohnhauses aufgrund seiner geschichtlichen und städtebaulichen Bedeutung ein öffentliches Interesse besteht. Das Gebäude gehört zur Gruppe baulicher Anlagen „Altstadt“ von Helmstedt.